# 86. sydlige breddekreds
Den 86. sydlige breddekreds (eller 86 grader sydlig bredde) er en breddekreds, der ligger 86 grader syd for ækvator. Den løber gennem Antarktis.